# ニューヨーク市立大学大学院センター
ニューヨーク市立大学大学院センター（ニューヨークしりつだいがくだいがくいんセンター、正式英語名：The Graduate School and University Center of The City University of New York）は、アメリカ合衆国ニューヨーク州ニューヨーク市マンハッタン区の5番街にある大学院大学である。大学の略称は「CUNY Graduate Center」。

## 概要
1961年に設立された。ニューヨーク市立大学システムの一校。
ニューヨーク市で唯一の博士号課程の公立総合大学院であり、文化系、理科系を問わずあらゆる専門分野を網羅する。
授業料が比較的低く設定されているため、コロンビア大学大学院、ニューヨーク大学大学院等の私立学校の高学費を避けるべく学生が殺到し設立間もなく人気大学院となった。
基本的に博士号のみを授与するが、博士号課程中退の希望者等ケースバイケースで修士号を授与する場合もある。

## キャンパス
ニューヨーク市圏の交通の拠点であるマンハッタンのグランドセントラル駅、ペンシルベニア駅から程近いミッドタウンに位置する。
マンハッタンという立地条件もあり、世界中から著名研究者や教授陣が集まっている。

## 組織
2006年現在の、学部編成は以下の通り。2007年には公共衛生学 (Doctor of Public Health Program)が新しく設立された。
- 文化人類学（Anthropology）
- 美術史（Art History）
- Audiology (Au.D.)
- 生物化学（Biochemistry）
- 生物学（Biology）
- ビジネス（Business）
- 化学（Chemistry）
- 古典（Classics）
- 比較文学（Comparative Literature）
- コンピュータサイエンス（Computer Science）
- Criminal Justice
- 地球環境科学（Earth and Environmental Sciences）
- 経済学（Economics）
- 教育心理学（Educational Psychology）
- 工学（Engineering）
- 英語学（English）
- フランス文学（French）
- Hispanic and Luso-Brazilian Literatures and Languages
- 歴史学（History）
- 言語学（Linguistics）
- 数学（Mathematics）
- 音楽（Music (Ph.D./D.M.A.)）
- 看護科学（Nursing Science (DNS)）
- 哲学（Philosophy）
- Physical Therapy (DPT)
- 物理学（Physics）
- 政治学（Political Science)
- 心理学（Psychology）
- Public Health (DPH)
- 社会福祉学（Social Welfare）
- 社会学（Sociology）
- Speech and Hearing Sciences
- Theatre
- 都市教育学（Urban Education）

## 学生
2006年現在、4,131人の博士課程在籍者と234人の修士課程在籍者が学ぶ。男女比率は、56.0%が女性、44.0%が男性。学生の大部分が白人系学生(71.2%)だが、それに続き、ヒスパニック系(12.4%)、黒人系(9.4%)、アジア系(6.6%)、ネイティブアメリカン(0.3%)と土地柄を反映して広い人種が在籍している。98カ国から集まる留学生は、全体の24.8%を占める。日本人学生も多数在籍する。
学生の学校運営の参加母体としてDoctoral Student Councilが存在し、各学部の運営方針を決めるExecutive Committeeなどにも学生と教授陣が同数集まり、学生の学校運営への影響が大きい。

## 教員
- ロバート・ジェイ・リフトン - 精神科医、心理学者
- ジャネット・フォーダ - 言語学者
- ジェリー・フォーダ - 哲学家（1986年〜1998年まで）
- ジェロルド・キャッツ - 哲学家 (2002年まで）
- ジョン・カリグリアノ - 音楽家、アカデミー賞、ピューリッツァー賞受賞
- ソール・クリプキ - 哲学
- ポール・クルーグマン - 経済学、ノーベル経済学賞
- 秋場大輔 - 社会発達心理学者、教育心理学部、ニューヨーク市立大学クイーンズ校教育学部長（兼任）、（ブラウン大学大学院心理学博士号課程修了）
- 霍見芳浩 - 経済学者、ビジネス学部、（慶應義塾大学経済学部大学院博士号課程修了）

## 著名な出身者
- 大川隆法 - 幸福の科学グループ創始者、総裁
- 石川登 - 京都大学東南アジア地域研究研究所教授
- 岩崎洋一 - 筑波大学学長
- 野口晴子 - 早稲田大学政治経済学術院教授
- 藤田文子 - 津田塾大学名誉教授
- 水野温氏 - 日本銀行政策委員会審議委員